# Гетьман Володимир Петрович
Володи́мир Петро́вич Гет́ьман (1921—2003) — український поет, член НСПУ (1952).

## Життєпис
Народився 1921 року в містечку Маяки (тоді Одеський повіт, Одеська губернія); рано лишився без батька. Вітчим Кирило Лазарович Геращенко — робітник водогінної станції «Дністер», колишній партизан, інвалід громадянської війни — зміг допомогти хлопцеві не озлобитися, виховував у любові та повазі до людей. На станції Дністер (Біляївка) закінчив початкову школу.
19 грудня 1929 року родину запихають як куркулів у вантажний вагон на станції Єреміївка і вивозять в Росію, — до табору Спасо-Преображенського монастиря аж під Вологду. Заслання для Володі тривало чотири місяці, а для батьків — півроку. Родина була «освобожденная от высылки» із поверненням на місце колишнього проживання — у село Біляївку. Згодом обставини вимушують переїхати у село Маяки, а 1932 року, — до Одеси, де закінчує середню школу. Мамина сестра Лідія Василівна Герастовська приїхала до Спасо-Преображенського монастиря і забрала племінника до Москви. Друга мамина сестра Марія Василівна Бойченко — його хрещена матір, у сім'ї якої він проживав деякий час.
Почав друкувати свої поетичні твори в 1939 році в періодичних виданнях.
Учасник Другої світової війни, потрапляє у фашистський полон. Двічі тікає з концтаборів. Повернувся на батьківщину з американської окупаційної зони. Тож десятиліттями був під підозрою у влади.
1948-го дебютував як поет. 1951 року закінчив Одеський університет; учителював.
В 1954—1967 роках — редактор одеського видавництва «Маяк». 1958 року, під час хрущовської відлиги, зміг видати збірочку «За дротом».
Основа багатьох ранніх віршів — враження від перебування у німецьких концентраційних таборах. Творам притаманна ліричність, мальовничі образні структури, перегукування із фольклорними сюжетами.
Окремі твори перекладено білоруською, єврейською, казахською, російською, узбецькою мовами.
Уже в новому тисячолітті в Одеській письменницькій організації зазнав ще жорстокіших проскрибцій, ніж за радянських часів. Його позбавили можливості друкуватися. Рукопис, переданий автором спілчанському керівництву, «загубили».
Помер 2003 року в Одесі. Після смерті поета не була створена комісія з його творчої спадщини, щоб уклала рукопис пристойного тому вибраних творів.

### Твори
- «Рибальське щастя», 1950
- «За дротом», 1958
- «Ранкові зорі», 1960
- «Іскри з-під молота», 1964
- «Вогник», 1967
- «Ластівка», 1971
- «Квітнева заметіль», 1972
- «Не залишай мене, любове», 1973
- «Розмова з коханою», 1981
- «Проміння перемоги», 1995
- «Наймолодший куркуль Союзу Радянського», 2001.